# Algebra in Love
Algebra in Love (Originaltitel Damsels in Distress) ist eine US-amerikanische Filmkomödie von Whit Stillman aus dem Jahr 2011.

## Handlung
Die neu an der Seven Oaks University eingeschriebene Studentin Lily freundet sich mit Violet, Heather und Rose an, einer Clique, die das Suizid-Präventionszentrum auf dem Campus leitet. Insbesondere die perfektionistische Violet hat sehr eigene Ansichten, etwa dass man weniger attraktive und intelligente Männer zum Freund haben solle, um diesen Selbstvertrauen und Zielstrebigkeit zu verleihen – das Ausgehen mit solchen Männern sieht sie als „Jugendsozialdienst“. Violets Freund Frank aus einer Studentenverbindung entspricht genau diesem Typus. Die jungen Frauen versuchen immer wieder, mit recht abstrusen Methoden wie Duftseifen oder Stepptanzkursen die psychische Gesundheit ihrer Kommilitonen zu verbessern.
Als eine Studentin namens Priss von ihrem Freund verlassen wird und weint, stuft die Clique sie als selbstmordgefährdet ein und will ihr unter die Arme greifen. Wenig später muss Violet allerdings feststellen, dass Priss und Frank eine Affäre haben, was sie in eine tiefe Krise stürzt. Lily erfährt von Rose, dass auch Violet ihre Probleme mit Depressionen hat: Sie hat beide Elternteile verloren und trug ursprünglich den Namen Emily Tweeter, mit dem sie in der Schule immer geärgert wurde. Als Violet sich in ein Motel außerhalb des Campus einquartiert, um zur Ruhe zu kommen, sucht die halbe Uni nach ihr, da man einen Suizid vermutet. Auch Lily durchlebt an ihrem neuen Campus einige Liebeswirren: Xavier, der französische Lebensgefährte ihrer Freundin Alice, verliebt sich für sie. Als Alice sich aufgrund von Lily von ihrem Freund trennt, macht dieser Lily nur wenig später beim gemeinsamen Schauen von Geraubte Küsse den Hof. Aber auch das Verhältnis zwischen Lily und Xavier ist nur von kurzer Dauer, da dieser als gläubiger Katharer nur Analverkehr akzeptiert.
Violet hat unterdessen die Trennung von Frank einigermaßen überwunden und beginnt sich für Charlie Walker zu interessieren, einen charmanten Bekannten von Lily, der im Anzug herumläuft und angeblich bereits erfolgreich im Berufsleben ist. Violet findet allerdings heraus, dass Charlie in Wirklichkeit Fred heißt und ein Langzeitstudent ist. Dessen Spiel mit den Identitäten findet Violet aber eher faszinierend als abstoßend. Zwischen den beiden könnte sich eine Beziehung anbahnen, doch Fred interessiert sich wieder mehr für Lily, nachdem diese sich von Xavier getrennt hat. Violet ist erneut niedergeschlagen und die Freundschaft zwischen den jungen Frauen droht zu zerbröckeln. So wirft Lily Violet einmal an den Kopf, dass diese nicht so cool sei, wie sie anfangs gedacht habe, und diese wohl auch zu den Verrückten und Unnormalen an der Uni gehöre.
Fred zeigt wieder Interesse an Violet, die ihn aber abblitzen lässt. Freds Studentenverbindung wird nach einem wilden Feier aufgelöst, womit die Universitätsleitung einer Forderung der Studentenzeitung Daily Complainer nachkommt – deren Chefredakteur Rick meint, die Menschen in Studentenverbindungen seien elitär, worauf Violet entgegnet, dass elitäre Männer nicht die Hilfe von Bier bräuchten, um Frauen anzusprechen. Die Studentenverbindung findet zeitweilig Unterschlupf im Suizid-Präventionszentrum. Dabei verlieben sich der Verbindungsstudent Thor, der Farben nicht auseinanderhalten kann und diese zu erlernen versucht, und Heather ineinander.
Als Xavier wieder den Katharern abschwört, kommen er und Lily wieder zusammen. Fred begreift, dass er und Violet aufgrund ihrer jeweiligen Exzentrik besser zueinander passen, und sie finden schließlich zusammen. Lily entschuldigt sich bei Violet für ihre Worte und die beiden sprechen darüber, inwieweit es normale und exzentrische Menschen braucht. Der Film endet in einer Musicalsequenz mit den jeweiligen Paaren, die sich zusammengefunden haben.

## Hintergrund
Algebra in Love war der erste Film von Whit Stillman seit 13 Jahren, nachdem andere Projekte sich nicht realisiert hatten und Stillmans Arbeit am Drehbuch zu diesem Film über Jahre dauerte. Stillman setzt sich wie schon in seinen drei vorherigen Filmen aus den 1990er-Jahren mit jungen, gebildeten Leuten auseinander, die ihre Gefühle eher zerreden oder verbergen als ausleben sowie Dinge aus der Vergangenheit wie alte Tänze oder Filme schätzen. Der Originaltitel Damsels in Distress ist eine Hommage an den Musicalfilm A Damsel in Distress mit Fred Astaire, der auch mehrmals im Film erwähnt wird. Der im Film vorkommende Tanz Sambola wurde von Stillman und seinem Choreografen Justin Cern entworfen. Im Film hofft Violet, mit dem Sambola eine Tanzwelle wie den Walzer oder den Twist auszulösen.
Das Filmbudget lag bei rund drei Millionen US-Dollars. Seine Premiere hatte Damsels in Distress als Abschlussfilm der Internationalen Filmfestspiele von Venedig 2011 am 10. September 2011, in die amerikanischen Kinos gelangte der Film ab April 2012. An den Kinokassen weltweit spielte der Film nur rund 1,325 Millionen US-Dollar ein.

## Kritiken
Algebra in Love wurde mit überwiegend positiven Kritiken bedacht. Bei dem US-amerikanischen Kritikerportal Rotten Tomatoes fallen 75 % der insgesamt 143 Kritiken grundsätzlich positiv aus (Stand: Februar 2021). Der dortige Konsens der Kritiker lautet: „Damsels in Distress kann sich manchmal manieriert und sonderbar anfühlen, aber es zeichnet sich durch Whit Stillmans schrullige Cleverness und Greta Gerwigs auf trockene Weise komische Darstellung aus.“
Der Filmdienst schreibt: „Whit Stillman, Chronist der „urban haute bourgeoisie“, schuf eine ebenso bezaubernde wie komische Verbeugung vor den klassischen Hollywood-Musicals eines Fred Astaire, wobei er mit schrulligem Charme und brillant komischen Dialogen etwas Fremdartiges und Unpassendes in den Bewegungsfluss einschleust.“ Filmstarts lobte vor allem die Leistung von Greta Gerwig in der Hauptrolle und schreibt: „Sorgfältig zeichnet Whit Stillman mit „Algebra in Love“ die kleinen Abseitigkeiten des College-Lebens nach. Der lakonische, nicht auf die schnelle Pointe zielende Humor funktioniert dabei bestens, die Liebesnöte der Protagonistinnen ziehen weniger in ihren Bann.“